# José Pékerman
José Néstor Pékerman (* 3. září 1949) je bývalý argentinský fotbalista, později trenér, mimo jiných, reprezentací Argentiny, Kolumbie a Venezuely.

## Trenérská kariéra

### Leganés
Mezi roky 2003 až 2004 působil jako sportovní ředitel druholigového španělského klubu Leganés.
Španělská federace Pékermanovi nedovolila trénovat, neboť nesplňoval podmínku tříleté zkušenosti trénování profesionálního klubu.

### Argentina
V roce 2004 se stal trenérem Argentinské reprezentace, u níž nahradil rezignujícího Marcela Bielsu. Jeho zvolení se setkalo s rozdílným přijetím.
Premiéra s Uruguayí 9. října 2004 v rámci kvalifikace na Mistrovství světa skončila výhrou Pékermanových svěřenců 4:2, jakkoliv ten neměl k dispozici několik hvězdných opor.
První porážku zaznamenal ve svém osmém utkání na začátku června 2005, v němž Argentina prohrála v Ekvádoru 0:2.
Po kvalifikační výhře 3:1 nad Brazílií čtyři dny na to si Argentina zajistila jako třetí země po Německu a Japonsku účast na Mistrovství světa v roce 2006 a týden před Konfederačním pohárem FIFA.
V průběhu téhož června se Argentina tažená „špílmachrem“ Juanem Románem Riquelmem představila na Konfederačním poháru FIFA, v němž postoupila ze skupiny po výhrách s Tuniskem a Austrálií a remíze s Německem, pořadatelem turnaje. Díky gólu Luciana Figueroy ve 110. minutě prodlužovaného semifinále proti Mexiku se o postupu do finále rozhodovalo v penaltovém rozstřelu, který zvládli fotbalisté Argentiny.
Ve Frankfurtu konané finále Argentiny s Brazílií 29. června Pékerman nezvládl a prohrál ho 1:4.
V přátelském utkání proti Maďarsku dne 17. srpna 2005 poprvé postavil Lionela Messiho, který byl však po necelé minutě vyloučen. Utkání dopadlo argentinskou výhrou 2:1.
V polovině května roku 2006 složil nominaci pro světový šampionát čítající jména mladých talentů jako byli útočníci Lionel Messi (18 let), Carlos Tévez (22 let), záložník Javier Mascherano (22 let) nebo třetí brankář Oscar Ustari (20 let). Ti na sebe upozornili na minuloročním světovém šampionátu hráčů do 20 let v Nizozemsku anebo na Olympijských hrách v roce 2004, které argentinské výběry oba opanovaly.
Vynechal kapitána na předešlém mistrovství Juana Sebastiána Veróna a zkušené obránce Javiera Zanettiho a Waltera Samuela, nominaci si ale vysloužil stoper Roberto Ayala, jemuž v roce 2002 nedovolilo odehrát zápasy zranění. Novým kapitánem se stal Juan Pablo Sorín.
Mužstvo se mohlo opírat o góly dvojice Hernán Crespo a Carlos Tévez, hru měl jako obvykle tvořit Juan Román Riquelme. Právě závislost na Riquelmovi byla popisována jako možná potíž.
Ve vzduchu měl soupeře ohrožovat Sorín.
Argentina zahájila tzv. „skupinu smrti“ utkáním proti Pobřeží slonoviny, ve kterém se po rozpačitém úvodu chopila iniciativy a zásluhou útočníka Hernána Crespa otevřela skóre. Do konce poločasu navýšil vedení druhý z útočníků Javier Saviola, Argentina sice ve druhém poločase inkasovala, ale vyhrála 2:1.
Ve druhém utkání se střetla ofenzivní síla Argentinců s obranou Srbska a Černé Hory, jejichž mužstvo obdrželo v kvalifikaci v 10 zápasech jediný gól. Argentina se dostala do vedení po šesti minutách po střele Maxiho Rodrígueze, na něhož navázal Esteban Cambiasso a do konce poločasu se Rodríguez trefil podruhé. V průběhu druhého dějství nasadil Pékerman do útoku Messiho i Téveze, kteří skórovali v závěrečných deseti minutách zvyšujíc vedení na 5:0 respektive 6:0, ještě předtím se po Messiho přihrávce trefil Crespo.
Argentina tímto srovnala vlastní rekordní počin z Mistrovství světa 1978, kdy přehrála Peru rovněž poměrem 6:0.
Ve třetím utkání se Pékermanovi svěřenci střetli s Nizozemskem, dalším jistým postupujícím. Navzdory šancím obou týmů se urodila bezgólová remíza, která znamenala první místo pro Argentinu.
Osmifinále s Mexikem bylo vyrovnaným duelem, ve kterém od 10. minuty zůstávalo skóre 1:1. Mexičané těžili z nejistého obránce Gabriela Heinzeho, kterého v sezóně sužovalo zranění. V závěrečných 15 minutách poslal Pékerman na hřiště postupně útočné trio Pablo Aimar–Carlos Tévez–Lionel Messi, duel ale pokračoval prodloužením, v němž o vítězství Argentiny 2:1 rozhodl gólem Maxi Rodríguez.
Ve čtvrtfinále došlo na souboj proti domácímu Německu, oproti předchozím zápasům obou se ale nehrál útočný fotbal. Na gól Ayaly po 50 minutách odpovědělo Německo deset minut před koncem. Pékerman byl nucen střídat brankáře Roberta Abbondanzieriho, na místo kterého poslal Leonarda Franca. Mezi 70. a 80. minutou učinil zbylá dvě střídání, které později zkritizoval například expert Paul Doyle z The Guardian.
Nejprve totiž Pékerman nahradil Riquelmeho méně tvořivým Cambiassem, aby poté stáhl hrotového útočníka Crespa, jehož zastoupil Julio Ricardo Cruz. Útočné hrozby Messi a Saviola tak nedostali možnost utkání rozhodnout. Stav 1:1 vydržel i v prodloužení a došlo na penaltový rozstřel, v němž uspěli hráči Německa 4:2. Dohrou byla potyčka hráčů, po té obdržel červenou kartu Argentinec Leandro Cufre.
Pékerman další den po vyřazení – 30. června – rezignoval.

### Toluca
Mezi květnem a červnem v roce 2007 převzal mexický Club Toluca. Vůbec poprvé tak začal trénovat prvoligový tým.

### Kolumbie

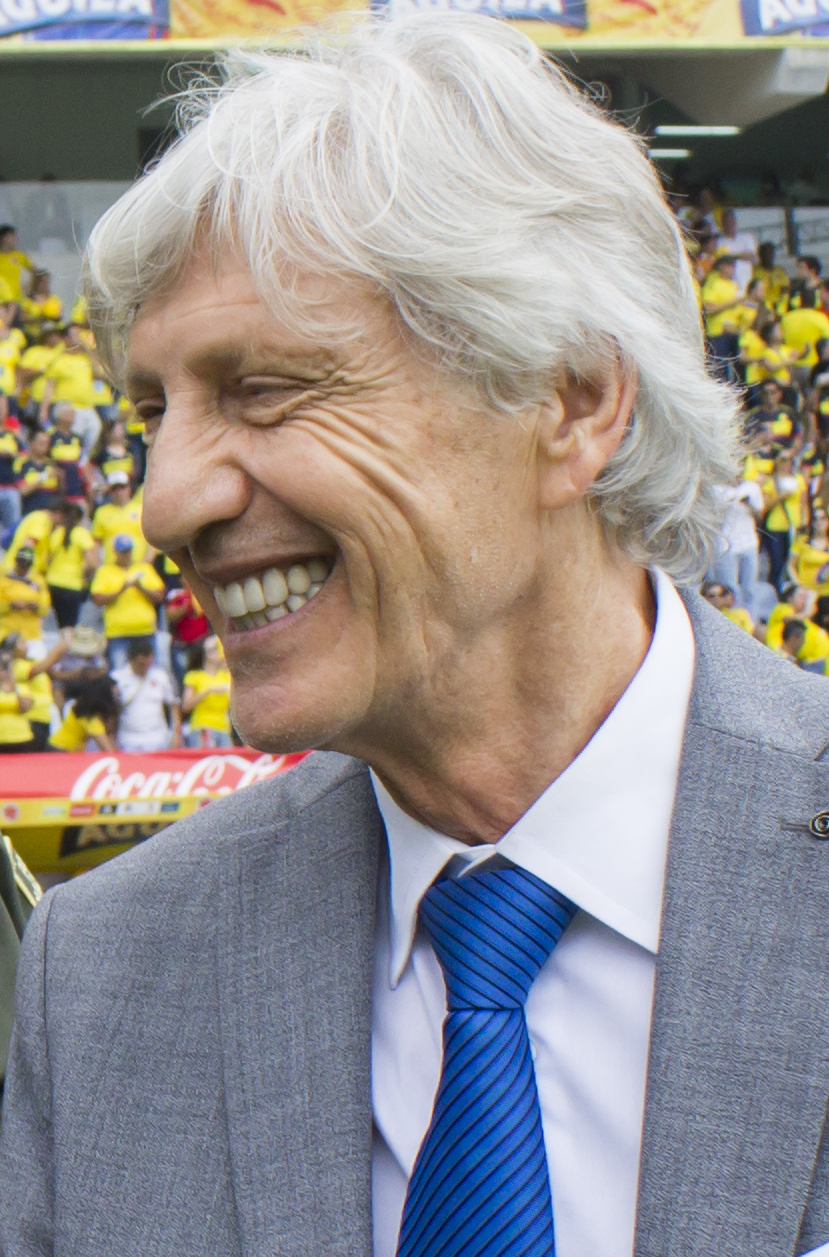
José Pékerman byl v roce 2016 nadále trenérem Kolumbie

Začátkem roku 2012 se stal trenérem reprezentace Kolumbie.
Byl desátým trenérem za stejný počet let u jejího „kormidla“, kterou vedl jako první cizinec od roku 1981, kdy tehdejší tým trénoval Pékermanův krajan, Argentinec Carlos Bilardo.
Kolumbijskou reprezentaci dovedl Pékerman k její první účasti na Mistrovství světa od roku 1998. Lednové zranění útočníka Radamela Falcaa, eventuálně největší hvězdy výběru, mu znemožnilo zahrát si na mistrovství, ačkoliv byl zahrnut v předběžné 30-členné nominaci, aniž by měl jakoukoliv zápasovou praxi.
První zápas na Brazílii pořádaném Mistrovství světa 2014 proti Řecku skončil výhrou Kolumbie 3:0, nejvyšší výhrou této jihoamerické země v jakémkoli zápase světového mistrovství.
Proti Pobřeží slonoviny navázal na gól proti Řekům James Rodríguez, který svým dalším gólem pomohl vyhrát 2:1 a zajistit osmifinále poprvé od roku 1990.
Jistota vyřazovacích bojů umožnila Pékermanovi učinit osm změn v sestavě, do brány se postavil 43letý Faryd Mondragón, brankářská trojka. Opět skóroval James Rodríguez, skóre však z penalty otevřel Juan Cuadrado se třemi asistencemi z prvních dvou zápasů. Navzdory tomu, že mělo o postup bojující Japonsko herní převahu, vyhrála Kolumbie 4:1.
V osmifinále proti Uruguayi vpravil Rodríguez do sítě soupeře jediné dva góly zápasu, čímž vítěznou Kolumbii posunul do čtvrtfinále proti pořadatelům, Brazílii.
Brazílie se v emotivním zápase, ve kterém bylo z celého turnaje odpískáno nejvíce faulů (54) v jednom zápase, dostala do vedení již po sedmi minutách a později vedení navýšila na 2:0.
Proměněnou penaltou deset minut před koncem zkomplikoval zápas James Rodríguez, ale Kolumbie nakonec nedokázala vyrovnat.
Kolumbie byla tímto vyřazena, čtvrtfinále se ovšem stalo nejlepším výsledkem její historie.

## Úspěchy a ocenění
Argentinská reprezentace U20
- Mistrovství světa hráčů do 20 let
  - 1. místo (1995, 1997, 2001)
- Jihoamerický mládežnický šampionát
  - 1. místo (1997, 1999)
  - 2. místo (1995, 2001)

Argentinská reprezentace
- Mistrovství světa
  - čtvrtfinále (2006)
- Konfederační pohár FIFA
  - 2. místo (2005)

Kolumbijská reprezentace
- Mistrovství světa
  - čtvrtfinále (2014)

Zdroj: